# Alexandr von Kluck
Alexander von Kluck (Alexander Heinrich Rudolph von Kluck 20. května 1846 Münster – 19. října 1934) byl německým generálem v první světové válce.
Měl velký podíl na řízení pravého křídla německých vojsk na počátku války, útočícího podle tzv. Schlieffenova plánu. Byl jedním z německých velitelů v první bitvě na Marně. V roce 1915 byl těžce raněn a odešel do důchodu.